# كامبو ليغور
كامبو ليغور (محليًا Campo) هي كومونا في مدينة جنوة الحضرية في منطقة ليغوريا الإيطالية، وتقع على بعد حوالي 37 كيلومتر (23 ميل) شمال غرب جنوة.
تقع كامبو ليغور على حدود البلديات التالية: Bosio ، Masone ، Rossiglione ، Tiglieto .

## جغرافية
وتقع في وسط تقاطع أنهار ستورا وأنغاسينو وبونزيما، 25 كيلومتر (16 ميل) من جنوة، وجزء من أراضيها من الغرب يقع داخل حدود Parco naturale regionale del Beigua ، بينما في الشرق يحد Parco delle Capanne di Marcarolo .

## التاريخ
يشير اسم المكان إلى مستوطنة رومانية محصنة تعود للقرن الثالث الميلادي تم بناؤها في عهد الإمبراطور أوريليان، وعززها البيزنطيون في القرن السادس. وربما يعود تاريخ أول أبرشية، سان ميشيل، إلى القرن العاشر. بين القرنين الثاني عشر والثالث عشر، وقادت عائلات مختلفة إدارة كامبو، حتى عام 1329، عندما أصبحت إقطاعية صغيرة داخل الإمبراطورية الرومانية المقدسة، محاطة بأراضي جمهورية جنوة.
وفي يوليو 1600، زادت جمهورية جنوة من سيطرتها على المنطقة المعزولة، ونفت أي معارضة محلية لحكمها. وفي القرن الثامن عشر، شهدت المدينة تراكمًا تدريجيًا لأنشطة التصنيع (إنتاج الحديد ومعالجته، ومصانع غزل الحرير، ومصانع الورق، وحفر الجير، والغابات، والزراعة)، فضلاً عن ولادة البلدية الجمهورية، التي انضمت إلى جمهورية ليغوريا في 1797.
وفي عام 1805 كانت المدينة، التي كانت تسمى آنذاك كامبو فريدو، جزءًا من الإمبراطورية الفرنسية لنابليون الأول. بعد مؤتمر فيينا عام 1815 أصبحت جزءًا من مملكة سردينيا.
وفي عام 1884 تم تغيير اسم القرية من Campo Freddo (مشتق من "feudo" -fief- أو ربما الكلمة الألمانية "frei"-free-) إلى Campo Ligure. وشهد ذلك العام أيضًا افتتاح أول محل صائغ مخصص للتخريم.

## الاقتصاد
يرتبط النشاط الاقتصادي للبلاد بشكل أساسي بمعالجة الزركشات والحرف وصناعة النسيج والهندسة الميكانيكية.
الزركشة (الصغر) عبارة عن خيوط ذهبية وفضية رفيعة للغاية، مصنوعة يدويًا باستخدام كماشة بسيطة ("bruscelle") وشعلة لحام: الصغر هو حجر الزاوية في حرفة كامبو ليغور النموذجية. وافتتح أول متجر في عام 1884 ؛ ثم بعد فترة وجيزة أصبحت المدينة المركز الوطني لهذا الإنتاج الفني الثمين.

## المدن التوأم - المدن الشقيقة
توأمة كامبو ليغور مع:
- Corbelin, France (2010)

## الأحداث
- «Festa patronale di santa Maria Maddalena» يوم الأحد الذي يلي 22 يوليو
- "Mostra della filigrana"، في شهور أغسطس وسبتمبر

## المعالم السياحية الرئيسية
- القلعة، التي بنتها عائلة سبينولا في جنوة منذ عام 1309
- قصر سبينولا. بني في القرن الرابع عشر، وتم توسيعه عام 1693
- جسر القرون الوسطى على نهر ستورا. يعود تاريخ المبنى الأصلي إلى القرن التاسع، ولكن أعيد بناؤه عدة مرات بدءًا من القرن الثامن عشر.
- خطابة نوسترا سينيورا أسونتا ، على الطراز الباروكي
- كنيسة أبرشية (القرن الثامن عشر) على الطراز الباروكي
- جياردينو بوتانيكو مونتانو دي براتوروندانينو
- مونتي براكابان